# Ondangwa

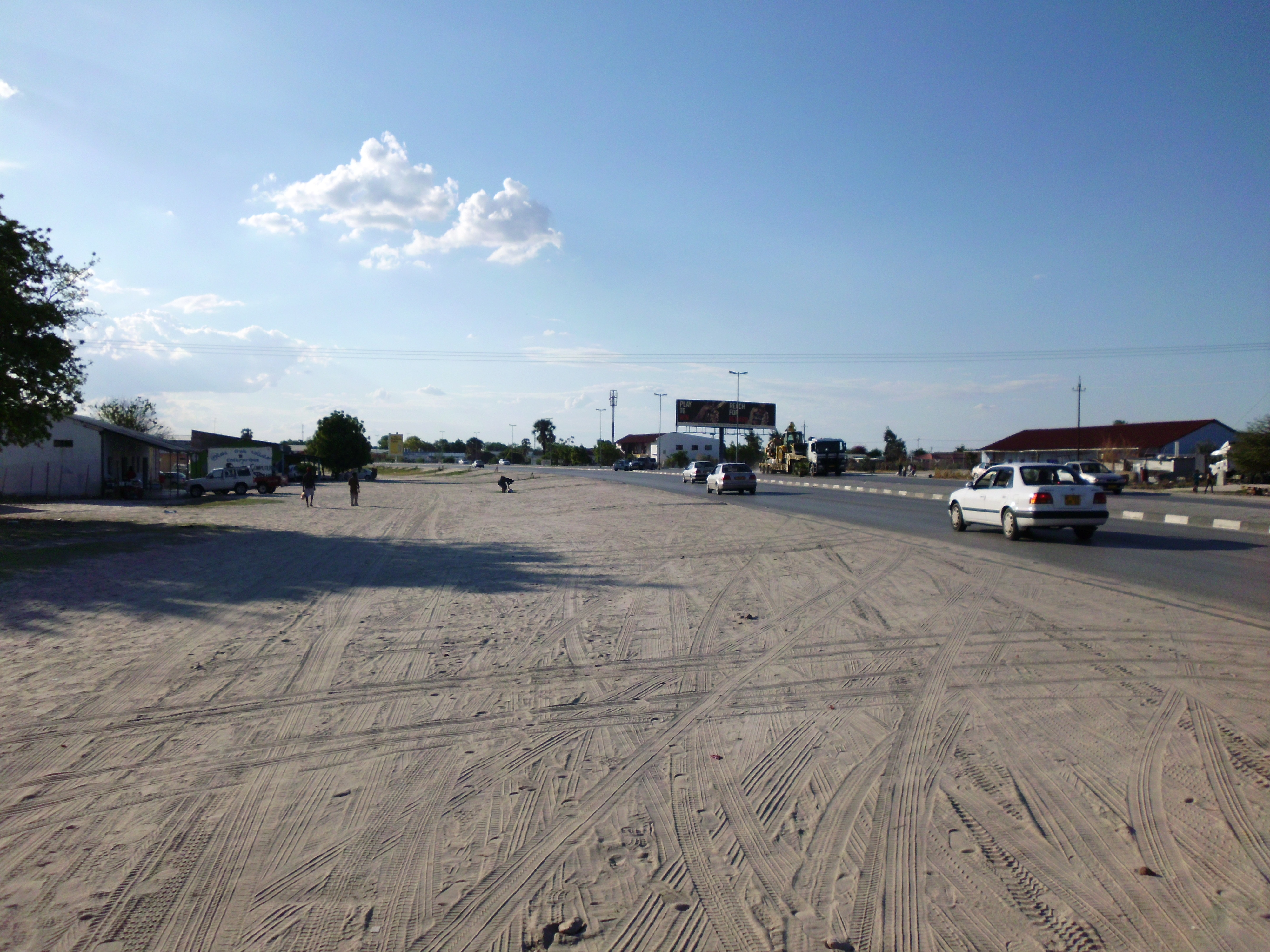
Huvudgatan i Ondangwa.

Ondangwa är en ort i regionen Oshana i norra Namibia, 34 km öster om Oshakati. Folkmängden uppgick till 21 100 invånare vid folkräkningen 2011, på en yta av 49,6 km². Namnet betyder ungefär "slutet av Ondongariket" och Ondongakungen bor bara ett par kilometer utanför staden. Staden har både flygplats och järnvägsstation.

## Ekonomi
På den öppna marknaden mitt i staden kan man köpa lokalt odlad mat såsom kött, bönor, hirsmjöl, vild spenat och nya och begagnade kläder. Det lokala näringslivet inkluderar mat- och klädbutiker, byggvaror, bilverkstäder, banker, post, apotek och privata läkare.

## Kultur
Ondangwa Music Artists' Organisation (OMAO) bildades 2005 där unga musiker arbetar tillsammans för att utveckla sitt musikintresse.

## Utbildning
Det finns ett antal skolor i stan. Gymnasieskolan heter Andimba Toivo ya Toivo Senior Secondary School. Rössing Foundation, Kayec och Cosdec är de tre yrkesskolorna där unga människor utbildas i bland annat snickeri, rörmokeri, svetsning, sömnad, matlagning och IT.